# あやかし怪盗
『あやかし怪盗』（あやかしかいとう）は、水都あくあによる日本の漫画作品。『ちゃおデラックス』（小学館）にて、2010年春の超大増刊号から同年秋の超大増刊号まで連載された。単行本は、同社のちゃおコミックスより全1巻が発売されている。

## ストーリー
主人公・一葉は、神社の娘である。夜な夜な増えていく不気味な物体が、あやかし怪盗によるものだと知り、それが右狐であるタチバナによる仕業だと判明したが、そのことは秘密である。そして、閉じ込められた妖怪たちを救うために、一葉とタチバナの奇妙な関係が続く……。

## 登場人物
一葉
神社の娘。小さい頃、タチバナの嫁になると言ってしまい、妖怪らからは「ヨメ」と呼ばれ続けている。
タチバナ
神社の右狐。神様の眷属である。謎が多い。

## 書誌情報
- 水都あくあ 『あやかし怪盗』 小学館〈ちゃおコミックス〉、2010年12月24日発売[1]、ISBN 978-4-09-133619-4
  - 表題作のほか、「ゆめゆめ煌々堂」の番外編が同時収録されている[1]。